# Folk Days ~Ichii Sayaka with Nakazawa Yūko~
Vidéo de la série Folk Songs
Folk Songs 3 Live
(2003)
Folk Days ~Ichii Sayaka with Nakazawa Yūko~ (FOLK DAYS~市井紗耶香with中澤裕子~, sous-titré S.ICHII with Y.NAKAZAWA) est une vidéo musicale d'un concert en duo de Sayaka Ichii et Yūko Nakazawa, ex-membres du groupe Morning Musume.

## Présentation
La vidéo sort aux formats VHS et DVD le 28 février 2002 au Japon sous le label Piccolo Town, dans le cadre du Hello! Project. Elle atteint la 8e place du classement de l'Oricon, et reste classée pendant trois semaines.
Lors de ce concert filmé fin 2001, Sayaka Ichii et Yūko Nakazawa interprètent en duo ou en solo 18 reprises de chansons de genre folk de divers artistes japonais de diverses époques, dont la plupart figuraient sur leur album de reprises commun Folk Songs, sorti trois mois auparavant. Chacune interprète deux des titres en solo, dont Futari Gurashi, chanson du dernier single en date de Nakazawa. 
Deux autres chanteurs, Hirofumi Bamba et Takao Horiuchi qui avait déjà travaillé sur les disques en solo de Nakazawa, participent à trois des titres : un interprété en trio avec les deux chanteuses, et deux en quatuor. Quatre autres albums similaires sortiront durant les trois années suivantes, interprétés par Yūko Nakazawa rejointe par divers artistes du H!P, mais une seule vidéo supplémentaire paraitra : Folk Songs 3 Live en 2003.

## Liste des titres
| 1.  | Kono Hiroi Nohara Ippai (この広い野原いっぱい)                       | Ichii & Nakazawa (original : Ryōko Moriyama)     |  |
| 2.  | Koibito mo Inai no ni (恋人もいないのに)                             | Ichii & Nakazawa (original : Simmons)            |  |
| 3.  | Matsu wa (待つわ)                                                    | Ichii & Nakazawa (original : Aming)              |  |
| 4.  | A~ Yokatta (あ～よかった)                                            | Ichii & Nakazawa (original : Hana*Hana)          |  |
| 5.  | Kamome wa Kamome (かもめはかもめ)                                    | Yūko Nakazawa (original : Ken Naoko)             |  |
| 6.  | Futari Gurashi (二人暮し)                                            | Yūko Nakazawa (original : Yūko Nakazawa)         |  |
| 7.  | Salvia no Hana (サルビアの花)                                        | Sayaka Ichii (original : Motomaro)               |  |
| 8.  | Nagoriyuki (なごり雪)                                                | Sayaka Ichii (original : Iruka)                  |  |
| 9.  | Rouge no Dengon (ルージュの伝言)                                     | Ichii & Nakazawa (original : Yumi Arai)          |  |
| 10. | Momen no Handkerchief (木綿のハンカチーフ)                           | Ichii & Nakazawa (original : Hiromi Ōta)         |  |
| 11. | Aru Hi Totsuzen (在る日突然)                                         | Ichii, Nakazawa & Bamba (original : Toi et Moi)  |  |
| 12. | Xiu Zhi Fu (休止符)                                                  | Ichii, Nakazawa, Bamba & Horiuchi (Stefanie Sun) |  |
| 13. | Kimi no Hitomi wa 10000 Volt (君のひとみは10000ボルト)               | Ichii, Nakazawa, Bamba & Horiuchi (T.Horiuchi)   |  |
| 14. | Yume no Naka e (夢の中へ)                                            | Ichii & Nakazawa (original : Yōsui Inoue)        |  |
| 15. | Shiroi Iro wa Koibito no Iro (白い色は恋人の色)                      | Ichii & Nakazawa (original : Betsy & Chris)      |  |
| 16. | Furusato (ふるさと)                                                  | Ichii & Nakazawa (original : Morning Musume)     |  |
| 17. | Tsubasa wo Kudasai (翼をください)                                    | Ichii & Nakazawa (original : Tori Akai)          |  |
| 18. | Koibito ga Santa Claus (恋人がサンタクロース) (恋人がサンタクロース) | Ichii & Nakazawa (original : Yumi Matsutoya)     |  |